# Yucca flaccida
Yucca flaccida és una espècie de planta amb flor dins la família Asparagaceae, és una planta nativa de l'est d'America del Nord des d'Ontario i Maryland fins a Florida i Texas. També està naturalitzada a Polònia. Arriba a fer 55 cm d'alt i és un arbust sense tija amb una roseta basal amb fulles punxegudes de fins a 55 cm de llargada.A l'estiu fa llargues panícules de flors amb forma de campana per sobre de les fulles.
L'epítet específic flaccida significa "feble", referint-se a les fulles que de vegades es pleguen sota el seu propi pes.
Alguns especialistes consideren Y. flaccida com una varietat botànica o forma de Y. filamentosa, i no pas espècies separades. Both are cultivated and valued as architectural plants.
Estan disponibles nombrosos cultivars alguns amb la fulla variegada com 'Golden Sword' i 'Ivory' han guanyat el premi de la Royal Horticultural Society: Award of Garden Merit.